# Leptobrachium buchardi
Leptobrachium buchardi é uma espécie de anfíbio da família Megophryidae.
É endémica de Laos.
Os seus habitats naturais são: regiões subtropicais ou tropicais húmidas de alta altitude.
Está ameaçada por perda de habitat.